# هین سلسشل
هین سلسشل (انگلیسی: Hain Celestial) شرکت صنایع غذایی آمریکایی است، که در سالر۱۹۹۳ تأسیس شد.